# Grand Prix Pino Cerami 1986
Il Grand Prix Pino Cerami 1986, ventitreesima edizione della corsa, si svolse l'11 aprile su un percorso con partenza e arrivo a Wasmuel. Fu vinto dallo svizzero Urs Freuler della Atala-Ofmega davanti al suo connazionale Heinz Imboden e all'italiano Federico Ghiotto. Per la prima volta nella storia di questa competizione nessun ciclista belga giunse nei primi tre posti.

## Ordine d'arrivo (Top 10)
| Pos. | Corridore              | Squadra           | Tempo    |
| ---- | ---------------------- | ----------------- | -------- |
| 1    | Urs Freuler            | Atala-Ofmega      | 5h53'00" |
| 2    | Heinz Imboden          | Cilo-Aufina       | s.t.     |
| 3    | Federico Ghiotto       | Vini Ricordi      | a 12"    |
| 4    | Brian Holm             | Roland-Van De Ven | s.t.     |
| 5    | Jean-Luc Vandenbroucke | KAS-Canal 10      | s.t.     |
| 6    | Ad Wijnands            | Kwantum Hallen    | s.t.     |
| 7    | Marc Van Geel          | TeVe Blad         | a 20"    |
| 8    | Nico Emonds            | Kwantum Hallen    | a 25"    |
| 9    | Mauro Longo            | Malvor-Bottecchia | s.t.     |
| 10   | Jean-Marie Grezet      | Cilo-Aufina       | s.t.     |